# 卡波迪蒙特天文台
卡波迪蒙特天文台（Osservatorio Astronomico di Capodimonte）是義大利國家天文物理研究所的那不勒斯分部，該研究所是義大利最重要的促進、發展天文學、天體物理學和太空科學領域科學研究的機構。

## 歷史
卡波迪蒙特天文台由約瑟夫·波拿巴於1807年1月29日頒布法令，在卡波納波利山上的聖高迪奧索古修道院內建立。天文學家朱塞佩·卡塞拉 (Giuseppe Cassella) 是卡波迪蒙特天文台的第一任台長。
若阿尚·繆拉被任命為那不勒斯國王時，他於1812年3月8日批准在米拉多瓦山上建立一座新的天文台，該地點距離卡波迪蒙特王宮不遠。天文學家費德里戈·祖卡里和建築師斯特凡諾·加塞構思了一座新古典主義風格的紀念性建築，這是那不勒斯王國首都設計的第一座建築。
1812年11月4日，新天文台舉行了隆重的奠基儀式，由內政部長 Giuseppe Zurlo 主持。天文學家弗朗茨·克薩韋爾·馮·扎克將新天文台定義為“噴湧金子的維蘇威火山”，新天文台配備了最先進的新型望遠鏡，例如當時最大的夫瑯和費赤道望遠鏡（物鏡直徑 17.5 厘米）及慕尼黑的萊辛巴赫和烏茨赤道望遠鏡（物鏡直徑17.5厘米）。